# Helophorus lacustris
Helophorus lacustris är en skalbaggsart som beskrevs av Leconte 1850. Helophorus lacustris ingår i släktet Helophorus och familjen halsrandbaggar. Inga underarter finns listade i Catalogue of Life.